# کیم استرنلی
کیم استرنلی فیلسوف و استاد فلسفه دانشگاه ملی استرالیا و دانشگاه ویکتوریا در ولینگتن است. او برنده چندین جایزه بین‌المللی در فلسفه علم و ویراستار ژورنال علمی «زیست‌شناسی و فلسفه» است. او همچنین عضو فرهنگستان علوم انسانی در استرالیاست.